# Górenki

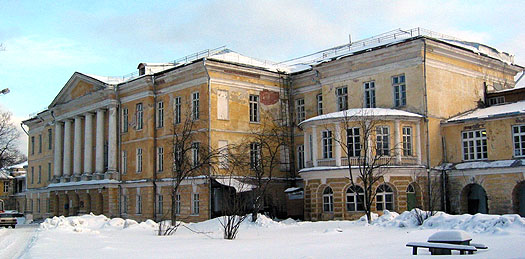
Mansión o casa solariega Górenki.

Górenki es una mansión en las afueras de Moscú que perteneció desde la segunda mitad del siglo XVIII hasta principios del siglo XIX a la familia noble de los Razumovski. Situada en el lado sur de la carretera de Nóvgorod a Moscú, cerca de la ciudad de Balashija, en la margen izquierda del río Górenka que surge del lago Mazúrinskoie que se formó cuando se remodeló el terreno de la finca uniéndose en cascada las siete lagunas existentes (tres sobrevivieron) con islas y puentes. 

## Historia de la finca
La conocida Górenki se gestó a principios del siglo XVIII, cuando era una finca propiedad de Alekséi Razumovski, aficionado a la recolección y reproducción de plantas de todo el mundo. Cuando decidió crear aquí un jardín botánico, construyó varios invernaderos, en los que cultivó más de 9.000 plantas. 
El jardín botánico y los invernaderos fueron puestos bajo la supervisión del famoso botánico, FB Fisher, entonces director del "Jardín Botánico Imperial de San Petersburgo". El jardín botánico fue considerado como el cuarto más avanzado a nivel mundial hasta 1830 y una de las maravillas de Moscú. 
En repetidas ocasiones visitaron Górenki destacados naturalistas y viajeros europeos. Con los que compartía información sobre muchos tipos de plantas pero sobre todo las durantas en general pero sobre todo de las duranta parvíflora por la que se hizo muy conocido. 
En 1809 se fundó la sociedad fitogeográfica Górenkovskoie (en 1811 se fusionó con la Sociedad de Naturalistas de Moscú ). 
Después de la muerte de los propietarios, las plantas cultivadas del jardín fueron tomadas por los jardines botánicos de Moscú y San Petersburgo. En 1826 el herbario fue comprado por Razumovski para el "Museo Botánico de la Academia de Ciencias". 
Conserva la casa solariega principal, construida por el arquitecto Adam Menelas (Adam Menelaws) en la que conectado las diferentes alas hay una gran columnata, y la casa del parque con la mitad de una ruina artificial de una gruta, así como una calzada semicircular ocupada por una avenida de edificios de oficinas. 
A principios del siglo XXI la casa está situada en la finca de la región de Moscú dedicada a sanatorio de formas extrapulmonares de la tuberculosis "Rosa Roja".